# Grzegorz Cheda
Grzegorz Cheda (ur. 7 listopada 1974 w Ustce) – polski piłkarz, występujący na pozycji pomocnika.

## Życiorys
Wychowanek Jantaru Ustka, w tym klubie rozpoczynał także seniorską karierę. Jesienią 1995 roku grał w Warcie Śrem, po czym za sprawą Krzysztofa Pawlaka przeszedł do GKS Bełchatów. 27 kwietnia 1996 roku zadebiutował w I lidze w wygranym przez Bełchatów meczu z GKS Katowice 2:1. W sezonie 1997/1998 spadł z klubem z I ligi, aby powrócić do niej rok później. W sezonie 1998/1999 nastąpił kolejny spadek do II ligi. W GKS Bełchatów Cheda występował do 2002 roku, rozgrywając łącznie dla klubu 102 ligowe mecze, z czego 38 w I lidze. Następnie został piłkarzem trzecioligowej Siarki Tarnobrzeg. Po zakończeniu sezonu 2002/2003 odszedł z klubu, zasilając skład HEKO Czermno. W sezonie 2004/2005 jego klub awansował do II ligi. W 2006 roku Cheda zakończył profesjonalną karierę piłkarską, po czym wyjechał do Irlandii w celach zarobkowych. W 2007 roku grał także w amatorskim polonijnym klubie Poland Naas FC.

## Statystyki ligowe
| Sezon         | Klub              | Liga     | Mecze | Gole |
| ------------- | ----------------- | -------- | ----- | ---- |
| 1995/1996 (j) | Warta Śrem        | III liga | ?     | ?    |
| 1995/1996 (w) | GKS Bełchatów     | I liga   | 6     | 0    |
| 1996/1997     | GKS Bełchatów     | I liga   | 12    | 1    |
| 1997/1998     | GKS Bełchatów     | II liga  | 12    | 0    |
| 1998/1999     | GKS Bełchatów     | I liga   | 20    | 1    |
| 1999/2000     | GKS Bełchatów     | II liga  | 12    | 0    |
| 2000/2001     | GKS Bełchatów     | II liga  | 17    | 3    |
| 2001/2002     | GKS Bełchatów     | II liga  | 23    | 2    |
| 2002/2003     | Siarka Tarnobrzeg | III liga | 27    | 3    |
| 2003/2004     | HEKO Czermno      | III liga | ?     | 5    |
| 2004/2005     | HEKO Czermno      | III liga | ?     | 1    |
| 2005/2006     | HEKO Czermno      | II liga  | 29    | 1    |